# کورینت (مونتانا)
کورینت (به انگلیسی: Corinth) یک منطقهٔ مسکونی در ایالات متحده آمریکا است که در شهرستان بیگ هورن، مونتانا واقع شده‌است. کورینت  N/A نفر جمعیت دارد و ۹۴۶٫۱۱ متر بالاتر از سطح دریا واقع شده‌است.